# Бер, Виктор Николаевич
Виктор Николаевич Бер (1845, Саратовская губерния — 15 января 1901, Санкт-Петербург).  Русский немец по происхождению, российский дворянин, помощник начальника Главного управления уделов, егермайстер, тайный советник.

## Биография
Родился 24 октября (5 ноября) 1845 года в имении Мешково (Богородское) Саратовской губернии. По окончании Николаевского кавалерийского училища 8 августа 1866 года был выпущен корнетом в лейб-гвардии Гусарский полк, в котором служил по 18 мая 1874, временно исполняя должности полкового квартирмистра (1869—1870) и командира 4-го эскадрона (1871) и получив звания поручика гвардии (27.4.1868), штабс-ротмистра гвардии (28.3.1871), ротмистра гвардии (31.3.1874); 18 мая 1874 года уволен в отставку по прошению, поданному в апреле 1874 года. С 18.5.1874 по 1.9.1877 в отставке.

Виктор Николаевич Бер в 1870-х гг.

Владел имением в деревне Берёзовке Моршанского уезда Тамбовской губернии. Берёзовку В. Н. Бер позже продал и купил Пановку в Пензенском уезде, где владел 812 десятинами земли и 23 ноября 1878 года был внесён в Дворянскую родословную книгу Пензенской губернии (III часть). Был гласным Губернского земского собрания Пензенского уезда (1884), кандидатом в уездные предводители дворянства Пензенского уезда.
1.9.1877 избран почётным мировым судьей по Кережскому округу на трёхлетие.
1.10.1880 избран почётным мировым судьей по Пензенскому округу на трёхлетие.
5.10.1883 избран почётным мировым судьей по Пензенскому округу на трёхлетие.
23.9.1886 избран почётным мировым судьей по Пензенскому округу на трёхлетие.
14.1. 1888 — 20.10. 1889 — симбирский вице-губернатор.
В 1889 году произведён в статские советники. Почётный мировой судья Пензенского уезда, земский гласный Пензенского уезда.
В 1890—1893 годы — управляющий Московской удельной конторой управления Министерства Императорского двора и уделов. Был назначен на должность по протекции брата Николая, служащего Министерства двора и уделов; с женой и Алей Цытовичем проживал в доме конторы на Пречистенском бульваре (по правую сторону от храма Христа Спасителя). К 1893 году произведён в действительные статские советники.
С 1894 года по 15 января 1901 — помощник начальника Главного управления уделов в должности Егермейстера двора Е. И. В.. К 1901 году произведён в тайные советники.
В 1890-е годы оставался также гласным Губернского земства Пензенского уезда, почётным мировым судьёй Пензенского уезда, почётным городским судьёй Пензы.
Состоял членом Общества любителей породистых собак, Общества рысистого бега.
Умер 15 (28) января 1901 года. Похоронен в Новодевичьем монастыре Санкт-Петербурга.

### Семья

Виктор Николаевич Бер с Н. С. Мерхелевич в 1870-х

Жена — Надежда Сигизмундовна (урожд. Мерхелевич; 23.01.1852, С-Петербург — 1919, Лесное Петербургской губ.), дочь генерал-адъютанта, генерала от артиллерии С.-Ф. В. Мерхелевича (28.10.1800-9.2.1872) и Софии Александровны, ур. Дубовицкой (26.6.1821-14.4.1883).
Был внесён в Дворянскую родословную книгу Орловской губернии на основании владения супругой сельца Суходол Елецкого уезда Орловской губернии.

## Адреса в Санкт-Петербурге
- Литейный проспект, дом 39[12][19]

## Мемуары о нём
«Виктор Михайлович был всеобщим любимцем и всей многочисленной молодежи. Веселый, ласковый, очень верующий. Все в нем было просто, сердечно, и чувствовалась доброжелательность ко всем» .
«Виктор Николаевич Бер был блондин с голубыми глазами, высокого роста, плечистый. Он носил бородку. У него была чрезвычайно милая, симпатичная наружность. Всегда в хорошем настроении, большой шутник. Его любили все: и его сверстники, бывшие товарищи по гусарскому полку; позднее, сослуживцы, и все мы, молодежь — его бесчисленные племянники и племянницы…
Виктор Николаевич был очень религиозный. Он верил искренно и просто, не увлекаясь никакими философиями и в противоположность своему брату Николаю Николаевичу не „вольнодумствовал“, как говорили в те времена. Смолоду он был страстным охотником и весь свой досуг, как в полку, так и потом на службе в Уделах, отдавал охоте. Стрелок он был превосходный. Приезжая в деревню, дядя тотчас принимался за своё любимое развлечение: охоту и мы отправлялись на ближайший луг, переходящий местами в болото, в двухстах шагах от усадьбы, так называемый „Мельничный“. Там было много бекасов и дупелей».